# تی‌وی‌ایکس‌کیو
تی‌وی‌ایکس‌کیو (به انگلیسی: !TVXQ) خلاصه شدهٔ Tong Vfang Xien Qi (به چینی: 東方神起)، گروه پسرانهٔ کی-پاپ است که در ژاپن با عنوان توهوشینکی (به انگلیسی: Tohoshinki) و گاهی‌اوقات با عنوان دی‌بی‌اس‌کی (به انگلیسی: DBSK) که خلاصه‌شدهٔ دونگ بانگ شین کی (به انگلیسی: Dong Bang Shin Ki؛ به هانگول: 동방신기) است، نیز شناخته می‌شود. عنوان گروه به «طلوع خدایان شرق» ترجمه شده‌است.
این گروه در سال ۲۰۰۳، زیرنظر اس‌ام اینترتینمنت و به‌عنوان گروهی ۵ نفره، متشکّل از یونو یونهو، مکس چانگمین، هیرو جه‌جونگ، میکی یوچون و شیا جونسو، آغاز به‌کار کرد و بلافاصله پس از انتشار نخستین تک‌آهنگ خود، «آغوش»، در سال ۲۰۰۴، درمیان عموم شناخته شد، این تک‌آهنگ در رتبهٔ چهارّم جدول ام‌آی‌ای‌کی جای گرفت. دو آلبوم اوّل گروه، «مثلّث» در سال ۲۰۰۴ و «طلوع خورشید» در سال ۲۰۰۵، هر دو جزو پرفروش‌ترین آلبوم‌ها بودند و موجب شهرت گروه در خارج از کره شدند. تی‌وی‌ایکس‌کیو در سال ۲۰۰۶، زیرنظر اوکس و با آلبوم «قلب، ذهن و روح» وارد صنعت موسیقی ژاپن شد و با موفّقیّت محدودی مواجه گردید.
تی‌وی‌ایکس‌کیو در اواخر دههٔ ۲۰۰۰ و پس از انتشار آلبوم‌های پرفروش ««اُ» -جونگ. بان. هاپ» در سال ۲۰۰۶ و «میروتیک» در سال ۲۰۰۸، به معتبرترین گروه در صنعت موسیقی کره تبدیل شد و به شهرت جهانی دست یافت، هر دوی این آلبوم‌ها عنوان «بهترین آلبوم سال» را در جشنوارهٔ جوایز گلدن دیسک از آنِ خود کرد. آلبوم اخیر شامل ترانهٔ «میروتیک» بود که منتقدین بین‌المللی، آن را به‌عنوان رکن اصلی کی-پاپ معرّفی کرده‌اند. گروه به‌دنبال انتشار چهار تک‌آهنگ شماره یک و سپس آلبوم «کد مخفی» در سال ۲۰۰۹، به‌طور گسترده‌ای توجّه عموم را در ژاپن برانگیخت. باوجود موفّقیّت‌های تجاری روزافزون، سه عضو گروه، جه‌جونگ، یوچون و جونسو، به‌دنبال اختلافات داخلی و درگیری حقوقی با ناشر مربوطه، گروه را ترک کردند. پیش از خروج این سه عضو، آخرین آلبوم پنج‌نفرهٔ ژاپنی با عنوان «بهترین منتخب ۲۰۱۰» منتشر گردید و برای نخستین بار گروه را در رأس جدول آلبوم‌های اوریکن قرار داد. این آلبوم شامل تک‌آهنگ معروف «دنیا را قسمت کن / ماییم!» بود.
پس از وقفهٔ یک ساله در فعّالیّت‌ها، تی‌وی‌ایکس‌کیو با دو عضو باقی‌ماندهٔ خود، یونهو و چانگمین، بازگشت. پنجمین آلبوم گروه با عنوان «سرت رو پایین نگه دار» در سال ۲۰۱۱ منتشر و بلافاصله پس از انتشار، صدرنشین بیشتر چارت‌های معتبر آسیایی شد. اوّلین دو آلبوم ژاپنی گروه دونفره، «نوا» و «زمان» به شهرت تی‌وی‌ایکس‌کیو در ژاپن، اعتبار بیشتری بخشید و تور کنسرت‌های این دو آلبوم، به پرجمعیّت‌ترین تورهای این کشور تبدیل شد. هشتمین آلبوم ژاپنی گروه، «همراه» در سال ۲۰۱۴ منتشر شد و گروه را به اوّلین و تنهاترین هنرمند خارجی تبدیل کرد که چهار آلبوم پیاپی شماره یک داشته‌است.
تی‌وی‌ایکس‌کیو با فروش بیش از ۱۵ میلیون نسخه، پرفروش‌ترین هنرمند کره و یکی از پرفروش‌ترین گروه‌های پسرانهٔ آسیا محسوب می‌شود. این گروه، یکی از موفّق‌ترین هنرمندان آسیایی هم‌نسل خود به حساب می‌آید و به علّت موفّقیّت‌های بی‌شمار و سهم بزرگ خود در اشاعهٔ کی-پاپ، از آن با عناوین «پادشاه کی-پاپ» و «ستارهٔ آسیا» یاد می‌شود. برطبق جدول اوریکن، تک‌آهنگ‌های گروه در ژاپن، پرفروش‌ترین تک‌آهنگ‌های خارجی‌زبان تمام دوران‌ها بوده‌است و همچنین بیشترین تک‌آهنگ‌های خارجیِ درصدر جدول در طول تاریخ ژاپن، از آنِ تی‌وی‌ایکس‌کیو می‌باشد. «تور زمان»، یکی از پرجمعیّت‌ترین تور کنسرت‌های سال ۲۰۱۳ و پرجمعیّت‌ترین تور خارجی در ژاپن تا سال ۲۰۱۷ بوده که با کنسرت «شروع مجدد» این رکورد را بهبود بخشید. این گروه اوّلین هنرمند خارجی‌زبانی بود که در استادیوم نیسان به اجرا پرداخت.
بیلبورد از تی‌وی‌ایکس‌کیو با عنوان «اعتبار کی-پاپ» یاد کرده‌است.

## تاریخچه

### ۲۰۰۳: تشکیل
به‌دنبال انحلال گروه اچ.اُ. تی در سال ۲۰۰۱ و پس از خروج شینهوا از اس‌ام اینترتینمنت در سال ۲۰۰۳، مدیرعامل این شرکت، لی سو-مان، تصمیم به تشکیل یک گروه پسرانهٔ جدید گرفت. در اوایل سال ۲۰۰۳، لی درنهایت، از چهار گروه کارآموزی مختلف اس‌ام، پنج پسر نوجوان را برگزید.
جونسو، اوّلین فردی بود که به عضویّت این گروه جدید درآمد، او از سن یازده سالگی و با هدف تک‌خوانی، کارآموز اس‌ام بود و به‌همراه سونگ‌مین و اون‌هیوک (دو عضو فعلی سوپر جونیور) گروه سه‌نفرهٔ آراندبی را تشکیل داده بود که نخستین حضور آن‌ها در سال ۲۰۰۲ و در برنامهٔ تلویزیونی گزینش بقا - هی‌جون و کانگتا، رقابت قرن بود که در این برنامه، کانگتا و مون هی-جون (اعضای سابق اچ. اُ. تی) به‌عنوان مربّی برای خوانندگان خوش‌آتیه، حضور داشتند.
یونهو، در سال ۲۰۰۰ به عضویّت اس‌ام درآمد و طیّ سال‌های کارآموزی، در چندین پروژهٔ آزمایشی شکست‌خورده شرکت داشت. او در سال ۲۰۰۱، به‌عنوان رپر در نخستین تک‌آهنگ دانا، «الماس»، حضور داشت و به چندین اجرا با وی پرداخت. در همان سال، جه‌جونگ نیز وارد اس‌ام شد. یونهو و جه‌جونگ به‌همراه هیچل و کانگین و در سال ۲۰۰۲، گروه آزمایشی «فور سیزن» را تشکیل دادند که این گروه به‌دنبال انتخاب یونهو و جه‌جونگ توسّط لی، منحل گردید. دو سال بعد، هیچل و کانگین به عضویّت سوپر جونیور درآمدند.
چانگمین، در سن پانزده سالگی و به‌عنوان کوچک‌ترین فرد، چهارّمین عضوی بود که وارد گروه شد. یوچون، تنها پس از چند ماه کارآموزی، آخرین عضوی بود که در دسامبر ۲۰۰۳، به عضویّت گروه درآمد. اعضای گروه، به‌دنبال تماسی تلفنی از جانب لی، در یک عکس‌برداری حضور یافتند که این امر، پیش‌درآمدی بر آغاز به‌کار آن‌ها بود. جهت ایجاد صمیمیّت، اعضا به خوابگاهی کوچک نقل‌مکان کردند. پس از چند هفته تمرین و آماده‌سازی، اوّلین ترانهٔ گروهی، با عنوان «تشکّر»، ضبط و اجرا شد. یونهو به‌عنوان لیدر گروه، در نظر گرفته شد.
طیّ دورهٔ ضبط و آماده‌سازی، چندین عنوان آزمایشی برای گروه پیشنهاد شد: اس‌ام۵، دریم تیم، اُ جانگ یوک بو (به انگلیسی: O Jang Yuk bu؛ به هانگول: 오장육부؛ به هانجا: 五臟六腑؛ به معنی «پنج اندام و شش عضو»)، جون موک گو (خلاصه‌شدهٔ Jeonseoleul Meokgo Saneun Gorae؛ به هانگول: 전설을 먹고 사는 고래؛ به معنی «نهنگی که افسانه‌ها را می‌بلعد») و دونگ بانگ بول په (به انگلیسی: Dong Bang Bul Pae؛ به هانگول: 동방불패؛ به هانجا: 東方不敗)، که نام کره‌ای یک شخصیّت چینی ووشیا، به نام «شرق شکست‌ناپذیر» بود. در ابتدا عنوان دونگ بانگ بول په انتخاب شد و اجازهٔ استفاده از این عنوان نیز از فیلم ورک‌شاپ اخذ گردید، ولی در نهایت این عنوان به‌علت نوشتار هانجای نه چندان دلپسندش، از جانب ناشر رد شد. سرانجام به پیشنهاد یکی از آشنایان لی، عنوان گروه دونگ بانگ شین کی (به هانجا: 東方神起) اعلام گردید.
در ۲۶ دسامبر ۲۰۰۳، تی‌وی‌ایکس‌کیو در برنامهٔ تلویزیونی بوآ و بریتنی اسپیرز به‌طور رسمی حضور یافت و با اجرای اوّلین تک‌آهنگ خود، «آغوش» و نسخهٔ بدون موسیقی ترانهٔ «ای شب مقدس» به‌همراه بوآ، فعّالیّت‌های خود را آغاز کرد.

### ۲۰۰۴ تا ۲۰۰۵: آغاز به کار و سال‌های ابتدایی

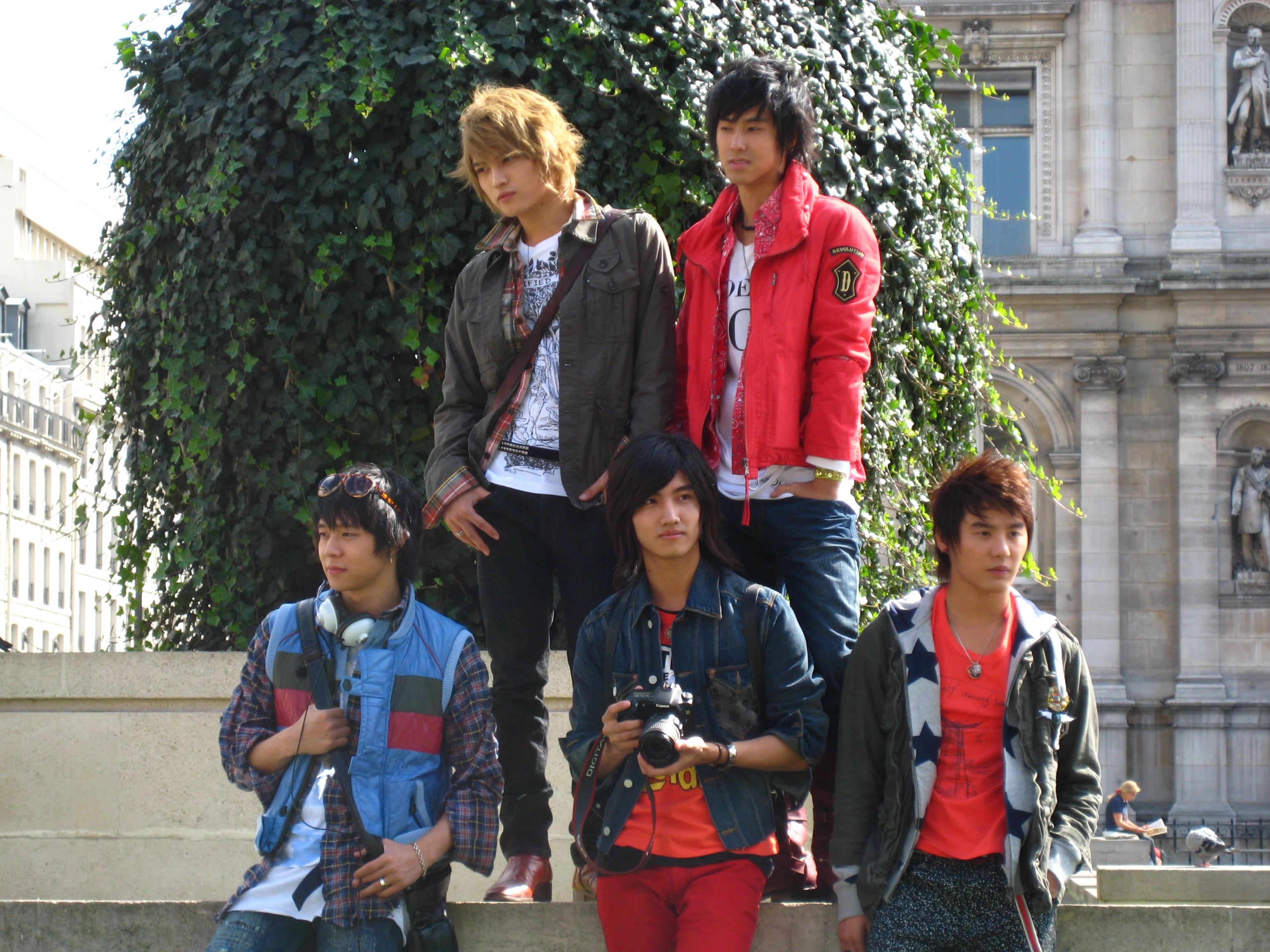
تی‌وی‌ایکس‌کیو در پاریس، ۲۰۰۷. عکس برداری فوتوبوک بونجور پاریس. از بالا سمت چپ: جه جونگ، یونهو پایین سمت چپ: یوچان، چانگمین، جونسو

تی‌وی‌ایکس‌کیو در ۱۴ ژانویهٔ ۲۰۰۴، تک‌آهنگ «آغوش» را منتشر کرد. این تک‌آهنگ در ابتدا، در رتبهٔ سی‌وهفتم جدول ام‌آی‌ای‌کی جای گرفت و کمتر از ۵٫۰۰۰ نسخه فروخت.
گروه در ۶ فوریهٔ ۲۰۰۴، اوّلین حضور تلویزیونی خود را با اجرای ترانه‌های «آغوش» و «ای شب مقدّس»، در برنامهٔ میوزیک تانک تجربه کرد که این برنامه از شبکهٔ ام‌نت و کی‌ام بر روی آنتن می‌رفت. روز بعد نیز در برنامهٔ اینکیگایوی شبکهٔ اس‌بی‌اس به اجرا پرداخت.
به‌دنبال اجراهای تلویزیونی، فروش «آغوش» افزایش یافت و در ۲۸ مارس ۲۰۰۴، نخستین جایزهٔ اینکیگایو از آنِ گروه شد. «آغوش» در آوریل ۲۰۰۴ نیز دو جایزهٔ دیگر را از آنِ خود کرد. تا مه ۲۰۰۴، ۱۱۸٫۱۱۴ نسخه از این آهنگ به فروش رفت و به جایگاه چهارم ام‌آی‌ای‌کی دست یافت و برای ده ماه متوالی در جداول باقی ماند. در ۲۴ ژوئن ۲۰۰۴، تی‌وی‌ایکس‌کیو، تک‌آهنگ دوّم خود را با عنوان «همانگونه که هستی»، منتشر کرد که در ردهٔ دوّم ام‌آی‌ای‌کی جای گرفت. در ژوئیهٔ ۲۰۰۴، گروه در اوّلین پروژهٔ اس‌ام تاون خود شرکت و با دیگر هنرمندان اس‌ام همکاری کرد، که حاصل آن آلبوم «تعطیلات تابستان ۲۰۰۴ در اس‌ام‌تاون» بود. در اکتبر ۲۰۰۴، تی‌وی‌ایکس‌کیو اوّلین آلبوم خود، «مثلّث» را منتشر کرد و با فروش ۲۴۲٫۵۸۰ نسخه در ماه اوّل، برای اوّلین بار درصدر جدول جای گرفت. بنابر ام‌آی‌ای‌کی، «همانگونه که هستی» و «مثلّث»، جزو پرفروش‌ترین آثار ۲۰۰۴ بود.
درحین ترویج آلبوم «مثلّث»، اس‌ام اینترتینمنت تصمیم به تبلیغ تی‌وی‌ایکس‌کیو در چین و تایوان گرفت و تحت نظارت همکار خارجی خود، اوکس، نسخهٔ چینی تک‌آهنگ‌های محبوب گروه را در تایوان منتشر کرد.
به‌دنبال موفّقیّت‌های الهام‌بخش بوآ در ژاپن، تی‌وی‌ایکس‌کیو در اواخر سال ۲۰۰۴، قراردادی با ناشر ژاپنی خود، اوکس، امضا کرد. اعضای گروه پس از آموختن زبان ژاپنی، جهت ضبط اوّلین تک‌آهنگ ژاپنی خود، روانهٔ ژاپن شدند. تحت نام توهوشینکی و زیرنظر ریتم زون، اوّلین تک‌آهنگ ژاپنی با عنوان «امشب رو با من بمون»، در آوریل ۲۰۰۵ منتشر شد و در جایگاه سی‌وهفتم جدول هفتگی تک‌آهنگ‌های اوریکن قرار گرفت. تی‌وی‌ایکس‌کیو، پیش از بازگشت به کره و انتشار دوّمین آلبوم کره‌ای خود، «طلوع خورشید»، در ژوئیهٔ ۲۰۰۵، دوّمین تک‌آهنگ ژاپنی خود را با عنوان «کسی برای دوست داشتن»، منتشر کرد که در جایگاه چهاردهم قرار گرفت. شروع به‌کار تی‌وی‌ایکس‌کیو در ژاپن، انتظارات را برآورده نساخت و اعضای گروه، چند ماه ابتدای زندگی در ژاپن را «بسیار سخت» عنوان کردند. در اوت ۲۰۰۵، تی‌وی‌ایکس‌کیو برای نخستین بار، در کنسرت سالانهٔ ای-نیشن اوکس حضور یافت.
«طلوع خورشید»، در ۱۲ سپتامبر ۲۰۰۵ در کرهٔ جنوبی منتشر شد و اوّلین آلبوم موفّق گروه بود. این آلبوم بلافاصله پس از انتشار، درصدر جداول جای گفت و چهارّمین آلبوم پرفروش ۲۰۰۵ شد. ترانهٔ اصلی این آلبوم با عنوان «طلوع خورشید»، به ترانهٔ داغ آن سال تبدیل شد و همچنین به‌عنوان ترانه شناسه گروه از آن یاد می‌شود. تی‌وی‌ایکس‌کیو پیش از پایان سال، سوّمین تک‌آهنگ ژاپنی خود را با عنوان «سرنوشت من» و تک‌آهنگ «عشقت رو نشونم بده» را به‌همراه سوپر جونیور منتشر کرد، که تک‌آهنگ دوّم، در جایگاه اوّل جداول قرار گرفت. در انتهای سال، «طلوع خورشید» جوایز محبوب‌ترین موزیک ویدیو و انتخاب مردم را در جشنوارهٔ جوایز موسیقی ام‌نت، از آنِ خود کرد.

### ۲۰۰۶ تا ۲۰۰۷: آلبوم‌های ژاپنی و «اُ» -جونگ. بان. هاپ

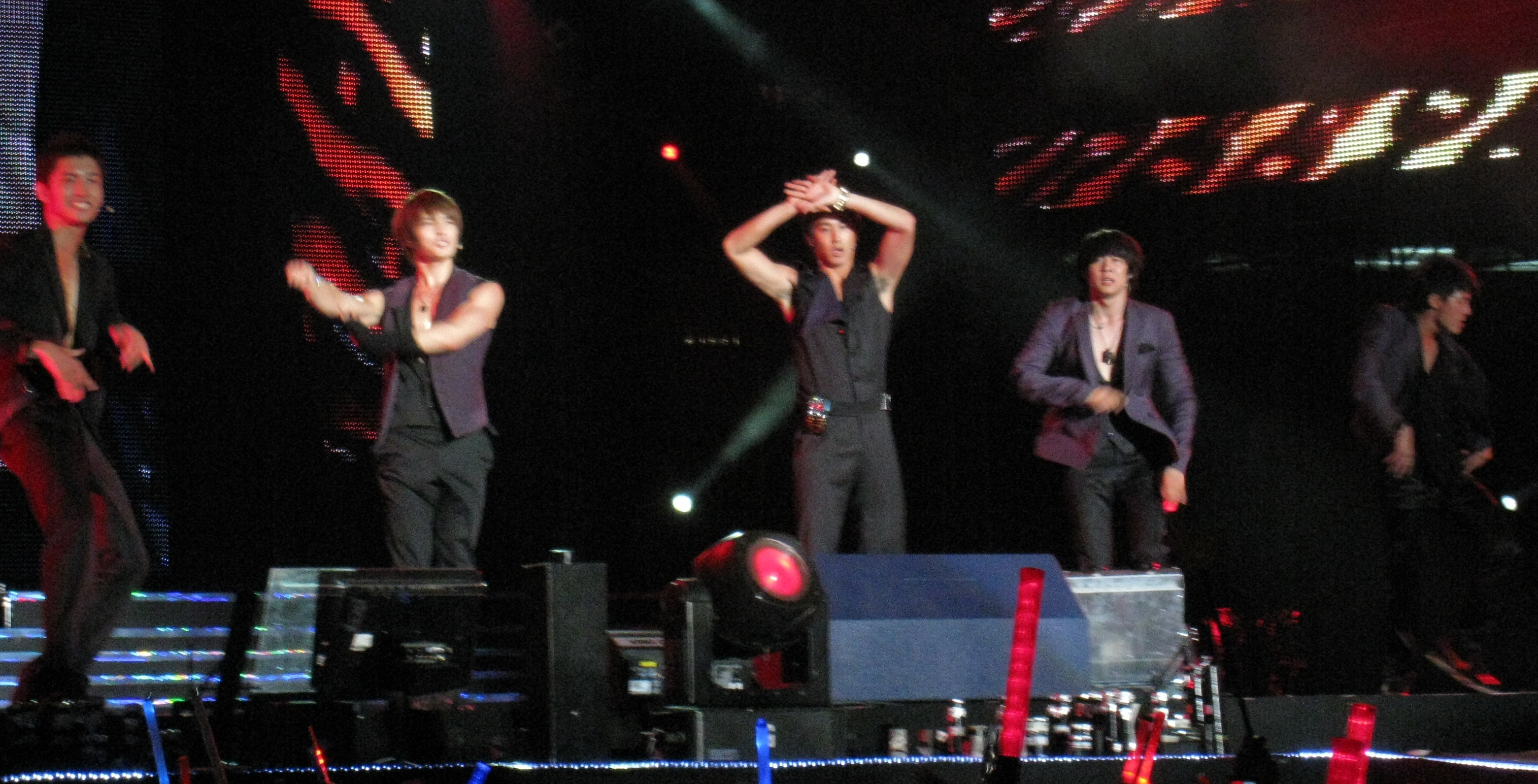
تی وی ایکس کیو در کنسرت اس ام تاون، بانکوک

تی‌وی‌ایکس‌کیو در فوریهٔ ۲۰۰۶، اوّلین تور کنسرت بین‌المللی خود، «تور طلوع خورشید»، را آغاز کرد. این تور شامل تنها شش کنسرت بود که چهار کنسرت اوّل، در سئول کرهٔ جنوبی برگزار شد. در ۱۴ ژوئیهٔ ۲۰۰۶، تی‌وی‌ایکس‌کیو به‌عنوان اوّلین هنرمند کره‌ای، در کوالا لامپور مالزی به اجرا پرداخت. دوّمین کنسرت خارجی و آخرین کنسرت این تور در ۱۵ ژوئیهٔ ۲۰۰۶، در بانکوک تایلند اجرا شد. سی‌دی کنسرت کره در ۱۴ ژوئیه و دی‌وی‌دی آن، شش ماه بعد و در ژانویهٔ ۲۰۰۷ منتشر گردید و ۳۸٫۰۰۰ نسخه فروخت.
تی‌وی‌ایکس‌کیو در ۸ مارس ۲۰۰۶، چهارّمین تک‌آهنگ خود را با عنوان «چون فردا خواهد آمد» منتشر کرد که به‌عنوان هفدهمین ترانهٔ پایان‌بندی، بر روی انیمه وان پیس قرار گرفت. نخستین آلبوم ژاپنی گروه، «قلب، ذهن و روح»، دو هفته بعد منتشر گردید و با فروش ۱۸٫۰۰۰ نسخه، در رتبهٔ بیست‌وپنجم جدول هفتگی آلبوم‌های اوریکن قرار گرفت. در آوریل ۲۰۰۶، اوّلین تک‌آهنگ دابل اِی-ساید تی‌وی‌ایکس‌کیو با عنوان «طلوع خورشید / قلب، ذهن و روح»، منتشر شد و در جایگاه بیست‌ودوّم جای گرفت. تی‌وی‌ایکس‌کیو جهت حمایت از آلبوم «قلب، ذهن و روح»، اوّلین تور کنسرت ژاپن خود، «اولین تور زندهٔ ۲۰۰۶: قلب، ذهن و روح»، را از مه تا ژوئن ۲۰۰۶، برگزار کرد. این تور شامل یازده کنسرت بود که ۱۴٫۸۰۰ نفر در آن حضور داشتند. پس از اتمام تور، تی‌وی‌ایکس‌کیو دو تک‌آهنگ ژاپنی «آغاز» و «آسمان» را منتشر کرد. تک‌آهنگ دوّم به مقام ششّم جدول اوریکن دست یافت، این نخستین باری بود که تک‌آهنگی از گروه، درمیان ده تک‌آهنگ برتر جای می‌گرفت.
تی‌وی‌ایکس‌کیو با انتشار سوّمین آلبوم کره‌ای خود، ««اُ» -جونگ. بان. هاپ.» در ۲۹ سپتامبر ۲۰۰۶، فعّالیّت خود را در کره از سر گرفت. این آلبوم درصدر جداول قرار گرفت و یک ماه پس از انتشار، به پرفروش‌ترین آلبوم سال ۲۰۰۶ تبدیل شد. موفّقیّت این آلبوم، جوایز چهار جشنوارهٔ معتبر سال ۲۰۰۶ را از آنِ گروه کرد: چهار جایزه شامل هنرمند سال و بهترین گروه در جشنوارهٔ جوایز موسیقی ام‌نت، سه جایزه در ۱۶اُمین جشنوارهٔ جوایز موسیقی سئول، عنوان بهترین آلبوم سال در ۲۱اُمین جوایز گلدن دیسک و بزرگترین جوایز جشنوارهٔ اس‌بی‌اس گایو ده‌جون. موفّقیّت بین‌المللی این آلبوم، اوّلین جایزهٔ تی‌وی‌ایکس‌کیو را در جشنوارهٔ ام‌تی‌وی ژاپن، برای وی رقم زد.
تی‌وی‌ایکس‌کیو در نوامبر ۲۰۰۶، جهت انتشار هشتمین تک‌آهنگ خود، «دلتنگتم / «اُ»» به ژاپن بازگشت. این تک‌آهنگ اوّلین تک‌آهنگ گروه بود که درمیان سه رتبهٔ نخست اوریکن قرار می‌گرفت. تی‌وی‌ایکس‌کیو در ژانویهٔ ۲۰۰۷، دوّمین تور بین‌المللی خود، «۲اُمین تور آسیایی: اُ» را در شهرهای سئول، تایپه، بانکوک، کوالا لامپور، شانگهای و پکن اجرا کرد. ۳۹۰٫۰۰۰ نفر در این تور حضور یافتند.
در مارس ۲۰۰۷، دوّمین آلبوم ژاپنی گروه با عنوان «پنج سیاه‌پوش» ، منتشر شد و با فروش ۲۷٫۰۰۰ نسخه در هفتهٔ اوّل، رتبهٔ ده اوریکن را از آنِ خود کرد. تور کنسرت‌های این آلبوم، از مه تا ژوئن ۲۰۰۷ و با حضور ۴۶٫۶۰۰ طرفدار، برگزار شد. به‌دنبال اتمام این تور، پنج تک‌آهنگ «دوست داشتنت»، «تابستان»، «درخشش / سواری»، «عشق ابدی» و «درکنار هم» منتشر گردید که همگی آن‌ها در پنج رتبهٔ نخست اوریکن جای گرفتند. موفّق‌ترینِ آن‌ها تک‌آهنگ «تابستان» بود که در ردهٔ دوّم قرار گرفت. تی‌وی‌ایکس‌کیو همچنین در سی‌وهشتمین تک‌آهنگ کودا کومی، با عنوان «واپسین فرشته» شرکت داشت که به‌عنوان ترانهٔ اصلی «رزیدنت ایول: انقراض»، در بازنشر ژاپنی این فیلم استفاده شد. این تک‌آهنگ در نوامبر ۲۰۰۷ منتشر گردید و در رتبهٔ سوّم اوریکن جای گرفت و جایزهٔ بهترین همکاری ویدئویی را در جشنوارهٔ ام‌تی‌وی ژاپن، از آنِ خود کرد.

### ۲۰۰۸ تا ۲۰۰۹: درخشش در ژاپن و موفقیت جهانی با میروتیک
tvxqشازدهمین تک‌آهنگ خود را با عنوان "Purple Line" در شانزدهم ژانویهٔ ۲۰۰۸ منتشر کرد؛ که برای اولین بار در چارت بین‌المللی ژاپن قرار گرفت، آن‌ها اولین گروه خارجی بودند که تک‌آهنگشان به عنوان شمارهٔ یک انتخاب شد.
سومین آلبوم ژاپنی آن‌ها با نام "T" منتشر شد و در همان ابتدا در ردهٔ چهارم آلبوم‌های هفتگی ژاپن قرار گرفت.
Rhytme zone پروژه‌ای را مطرح کرد-"Trick"- که بر اساس آن اعضا می‌بایست از فوریه تا مارس (طی شش هفته) پنج سینگل منتشر می‌کردند که هر سینگل حاوی آهنگ تکی از یکی از اعضا بود.
گروه بیست و دومین تک‌آهنگ خود را با عنوان "Beautiful You / Sennen Koi Uta" در آوریل منتشر کرد.
این تک‌آهنگ نیز به رتبهٔ اول دست یافت٫آن‌ها اولین هنرمندان غیر ژاپنی بودند که دو تک‌آهنگشان اول شد و بعد از ۲۴ سال رکورد
Yang Fei Fei را شکستند.
برای شرکت در چهاردهمین Dream Concert که در هفتم ژوئن در استادیوم المپیک سئول اجرا شد، به کره بازگشتند.
در دوازدهم ژوئن،TVXQ تور آسیایی خود را-که در بیست و سوم فوریه ۲۰۰۷ در سئول آغاز شده بود-در چین به پایان رساندند.
TVXQ به ژاپن بازگشت و بیست و سومین تک‌آهنگ خود با عنوان "Dōshite Kimi o Suki ni Natte Shimattandarō?" را منتشر کرد که در راس جداول قرار گرفت؛ و آن‌ها را به اولین هنرمندان خارجی تبدیل کرد که سه سینگل با رتبهٔ نخست در جدول Oricon داشتند.
آن‌ها همچنین اجراهایی در بیستمین سالگرد اوکس و A-Nation داشتند.
در آگوست همان سال٫گروه برای شرکت در کنسرت SMTown دوباره به کره بازگشت.
آن‌ها در کنار BoA, Cheon Sang Ji Hee the Grace, Zhang Liyin, Girls' Generation, Shinee و Super Junior به اجرا پرداختند.
چهارمین آلبوم گروه با نام ٫ "Mirotic"برای انتشار در بیست و چهارم سپتامبر برنامه‌ریزی شده بود ولی به علت پیش درخواست بالا، این تاریخ دو روز به عقب کشیده شد. مانند آلبوم قبلی، این آلبوم نیز با فروش ۳۰۷٬۹۴۷ نسخه در راس جدول قرار گرفت.
در ژانویهٔ ۲۰۰۹، فروش این آلبوم به ۵۰۲٬۸۳۷ نسخه رسید، و طی شش سال گذشته اولین آلبوم کره‌ای بود که به فروش بالای ۵۰۰٬۰۰۰ نسخه دست یافته بود. در اکتبر، تی وی ایکس کیو ورژن ژاپنی آهنگ Mirotic را با عنوان "Jumon: Mirotic" منتشر کرد. این تک‌آهنگ در راس جدولOricon قرار گرفت و رکورد تک‌آهنگ قبلی گروه را شکست.
TVXQ در جشنوارهٔ موسیقی Kōhaku Uta Gassen شرکت کرد، آن‌ها اولین گروه کره‌ای شرکت‌کننده در این جشنواره بودند.
بیست و پنجمین سینگل گروه با عنوان "Bolero/Kiss the Baby Sky/Wasurenaide" در ژانویه منتشر شد، و یکی دیگر از موفقیت‌های گروه به حساب آمد.
تی ویس ایکس کیو در مارس، بیست و ششمین تک‌آهنگ خود را با عنوان "Survivor" منتشر کرد که در جداول سوم شد و این‌گونه به اول بودن آن‌ها خاتمه داد. این تک‌آهنگ بدنبال چهارمین آلبوم ژاپنی آن‌ها با نام "The Secret Code" منتشر شد که از همان ابتدا در ردهٔ دوم جدول قرار گرفته بود.
گروه برای حمایت از این آلبوم، چهارمین تور کنسرتهای خود را آغاز کرد، که در Tokyo Dome خاتمه یافت؛ و این اولین گروهی بود که اجازهٔ اجرا در این مکان را کسب کرده بود.
در بیست و دوم آوریل ۲۰۰۹، بیست و هفتمین سینگل خود را با عنوان "Share the World/We Are"منتشر کرد که در راس جدول قرار گرفت، و رکورد قبلی آن‌ها را بازگرداند.
بیست و هشتمین تک‌آهنگ آن‌ها با نام "Stand by U" در ۱ ژوئیه ۲۰۰۹ منتشر شد و در ردهٔ دوم قرار گرفت.
دی وی دی‌های اجرای زندهٔ گروه با عنوان "4th Live Tour 2009 - The Secret Code - Final in Tokyo Dome" در سی ام سپتامبر منتشر شد. این دی وی دی بیش از ۱۷۱٬۰۰۰ نسخه فروش داشت، و بهترین فروش دی وی دی گروه در این زمینه محسوب می‌شد.
به علاوه، در بیست سال گذشته اولین هنرمند غیر ژاپنی بود که به بالاترین فروش دی وی دی دست یافت، هنرمندان خارجی که قبل از آن‌ها در این رده‌بندی قرار داشتند: "(The Beatles' "The Beatles Anthology (Special Price Edition Edition که در مارس ۲۰۰۳ منتشر شد و Led Zeppelin's "Led Zeppelin DVD، که در ژوئن ۲۰۰۳ منتشر شد. بر اساس تعداد فروش دی وی دی‌ها، گروه رکورد پیش فروش خود را با فروش ۱۰۷٬۰۰۰ نسخه دی وی دی شکست. رکورد قبلی آن‌ها مربوط به "3rd Live Tour 2008 - T" بود که در اوت ۲۰۰۸ ارائه شد و ۱۱۲٬۰۰۰ کپی از آن به فروش رفت
و "All About DBSK Season ۳" که ۶۶٬۰۰۰ نسخه از آن فروخته شد.
این بار دی وی دی آن‌ها با فروش ۱۷۱٬۰۰۰ نسخه، رکورد بیشترین فروش برای هنرمندان خارجی را شکست.

### ۲۰۰۹–۲۰۱۰: دادخواست علیه اس ام، منتخب بهترین‌ها و جدا شدن اعضا
در ژولای ۲۰۰۹، سه نفر از اعضا، ججونگ، یوچان و جونسو علیه SM Entertainment به دادگاه سئول شکایت کرده و عنوان کردند که قرارداد ۱۳ ساله آن‌ها طولانی بوده، برنامه‌ها بدون اطلاع به اعضا برگزار می‌شوند و تقسیم سود نیز عادلانه نبوده‌است. در اکتبر ۲۰۰۹، دادگاه مرکزی سئول اجازه فعالیت سه نفر را به صورت موقت خارج از قرارداد آن‌ها با SM Entertainment را صادر کرد و تمام فعالیت‌های TVXQ در کره متوقف شد. در نوامبر ۲۰۰۹، یونهو و چانگمین بیانه ای مشترکی به نفع SM Entertainment منتشر کردند و سه عضو دیگر را تشویق به حل مشکلات خود با اس ام و برگشت به گروه و ادامه فعالیت‌ها به عنوان عضوی از TVXQ کردند. به دنبال دعوای قضایی، کنسرت شنزن از تور میروتیک یک هفته قبل از اجرا کنسل شد و تور زودتر از موعد به پایان رسید. علی‌رغم دعوای قضایی در کره، ججونگ، یوچان و جونسو به فعالیت خود به عنوان عضوی از TVXQ زیرنظر اوکس در ژاپن ادامه دادند و تا اوایل ۲۰۱۰ به انتشار آلبوم پرداختند. آخرین اجرای گروه همراه با ۵ عضو در تاریخ ۳۱ دسامبر ۲۰۰۹ در "۶۰امین کوهاکو اوتا گاسن" با اجرای آهنگ "Stand By U" صورت گرفت.
گروه آهنگ "Break Out" را در ژانویه ۲۰۱۰ منتشر کرد، که رکورد جدیدی را برای آن‌ها رقم زد. این سینگل با فروش ۲۵۶٬۰۰۰ نسخه در هفتهٔ اول در راس چارت Oricon قرار گرفت و رکورد Elton John -برای بالاترین فروش برای هنرمندان خارجی- را پس از ۱۴ سال و ۸ ماه شکست. همچنین رکود جدیدی را بخاطر بالاترین فروش در هفتهٔ اول ثبت کرد.
در فوریه، گروه برای خواندن آهنگ "With All My Heart -君が踊る、夏-" برای تیتراژ آغازین فیلم ژاپنی "君が踊る、夏 / Kimi ga Odoru, Natsu" انتخاب شد که پخش فیلم در سپتامبر ۲۰۱۰ آغاز شد. همچنین در فوریه ۲۰۰۹ آلبوم "منتخب بهترین‌ها ۲۰۱۰" منتشر شد که حاوی آهنگ‌های موفق گروه تا آن زمان بود. آلبوم در هفته اول ۴۰۰٬۰۰۰ نسخه فروش داشت و توسط RIAJ دابل پلاتینیوم رده‌بندی شد.
در ۲۴ مارس ۲۰۱۰ TVXQ تک‌آهنگ جدید خود را با عنوان "Toki o Tomete" منتشر کرد. پس از مشکلات قرار داد سه عضو (Jaejoong, Yoochun and Junsu) علیه SM Entertainment، در سوم آوریل ۲۰۱۰، اوکس اعلام کرد که گروه باید برای مدتی تمام فعالیت‌های ژاپن خود را متوقف کند و اعلام کرد که کمپانی، اعضا را برای فعالیت‌ها ی تکی حمایت خواهد کرد. در اوایل می ۲۰۱۰ اعلام شد که سه عضو گروه (ججونگ٫ جونسو و یوچون) به عنوان زیر مجموعه در کنسرت "Thanksgiving Live in Dome"در ژاپن حضور خواهند داشت. گروه سه نفری توسط Rhythm Zone معرفی و JYJ نامیده شد که برگرفته از حرف اول نام هرکدام از اعضا بود.
گروه دو سری اجرا انجام داد، کنسرت"Live in Dome" در ژوئن، و اجرا در "A-Nation" در آگوست.
پس از ماه‌ها توقف در فعالیت، یونهو و چانگمین در اوت ۲۰۱۰ در اجرای سئول SMTown Live 2010 شرکت کردند و تعدادی از آهنگ‌های قدیمی گروه را اجرا نمودند. اجرای دو قسمتی آن‌ها با استقبال تماشاچیان روبه رو شد و یونهو و چانگمین تشویق شدند تا به فعالیت گروه بدون سه عضو دیگر ادامه دهند. در ابتدا صحبت‌هایی مبنی بر اضافه کردن عضو جدید به گروه انجام شد که توسط Lee Soo-man رد شد. به مدت کوتاهی پس از اجرا در SMTown، یونهو و چانگمین شروع به آماده‌سازی جهت آلبوم جدید کردند و تولیدکننده‌های جدیدی مانند E-Tribe و Outsidaz به آنان اضافه شدند. در سپتامبر ۲۰۱۰، اوکس تراکس اعلام کرد که تصمیم دارد تمام فعالیت‌های ژاپنی سه عضو را در ژاپن به علت وجود بعضی سوء تفاهمات بین خود و کمپانی کره‌ای سه عضو C-JeS معلق کند. در نوامبر ۲۰۱۰ اوکس از دو عضو باقی مانده TVXQ، یونهو و چانگمین حمایت کرده و آن دو با Rhythm Zone شرکت خواهر اوکس تراکس جهت فعالیت‌های ژاپن خود قرارداد بستند.

### ۲۰۱۱: بازگشت با دو نفر و "سرت رو پایین نگهدار" و "نوا
یونهو و چانگمین در ۵ ژانویه ۲۰۱۱ آلبوم کره ای خود به عنوان "سرت رو پایین نگهدار" را منتشر کردند. آلبوم در جایگاه اول در Gaon قرار گرفت و این جایگاه را برای هفته دوم نیز نگه داشت. با فروش ۲۳۰٬۹۲۲ کپی تا اواسط ۲۰۱۱، جایزه آلبوم فصل اول ۲۰۱۱ در Gaon Chart Kpop Award به خود اختصاص داد. آهنگ اصلی آلبوم، "سرت رو پایین نگه دار" در جداول مختلف با قدرت ظاهر شده و ۷ جایزه مقام اول در شوهای تلویزیونی را توانست دریافت کند. ورژن ژاپنی آهنگ که در یک سینگل با نام "سرت رو پایین نگهدار" در ۲۶ ژانویه ۲۰۱۱ منتشر شد، دومین سینگل پرفروش TVXQ در ژاپن بوده و توسط RIAJ پلاتینیوم دسته‌بندی شد. در مارس ۲۰۱۱ آهنگ "Before U Go" به همراه رپکیج سرت رو پایین نگهدار منتشر شد که در جایگاه نهم در Gaon قرار گرفت و در قرارگیری آلبوم به عنوان سومین آلبوم پرفروش کره در سال ۲۰۱۱ کمک کرد.
بعد از انتشار آلبوم جدید، یونهو و چانگمین برای اولین بار در مورد توقف فعالیت‌ها در ۲۰۱۰ و جداشدن JYJ صحبت کردند. یونهو اظهار کرد که JYJ «تفاوت‌های عمیقی» با اس ام داشته و اعضا در مورد ادامه فعالیت حرفه‌ای خود تفاوت‌های بنیادی داشته‌اند. چانگمین بیان کرد که تمام گروه از شروع فعالیت حرفه‌ای خود، تلاش زیادی کرده‌اند و اکنون «زمان بهره برداری از زحمات خود» بوده، که به جای اینکه خوشحال باشند، با قلبی سنگین آخرین اجرای خود را برگزار کرده‌اند. JYJ در پاسخ بیان کردند که از جدا شدن خود از SM Entertainment راضی هستند. متن آهنگ «سرت رو پایین نگهدار» نیز توسط مدیا مورد پرسش قرار گرفت و اینکه آیا در مورد JYJ بوده‌است ولی TVXQ بیان کرد که متن آهنگ ارتباطی به اتفاقات افتاده نداشته و این برداشت می‌توانست از هر آهنگ دیگری هم که انتشار می‌دادند بشود. یونهو گفت، «آهنگ در مورد افکار مردی است که همسرش رهایش کرده‌است. هر فردی ممکن است تصور کند یک آهنگ در مورد داستان زندگی اوست و این کاملاً به برداشت شخصی افراد بستگی دارد.»
در ژولای ۲۰۱۱، TVXQ سی دومین سینگل ژاپنی خود به عنوان "Superstar" را منتشر کرد که در پایان ماه "طلاً رده‌بندی شد. از ژولای تا آگوست گروه به اجرا در سطح ژاپن همراه کنسرت تابستانی a-nation پرداختند و در اجرای توکیو توانستند آخرین اجرا را به خود اختصاص دهند و رکورد "Ayumi Hamasaki" برای آخرین اجرا در ۸ سال متوالی را متوقف کنند. TVXQ اولین خوانندگان خارجی بودند که آخرین اجرای کنسرت به آنان تعلق گرفت. در ۲۸ سپتامبر گروه آلبوم ژاپنی خود به نام «نوا» را منتشر کرد که اولین استودیو-آلبوم آنان بود که در مقام اول جداول قرار گرفت. در هفته اول توانست بیش از ۲۰۰٬۰۰۰ نسخه فروش داشته و توسط RIAJ پلاتینیوم دسته‌بندی شود. TVXQ دومین خواننده خارجی در ژاپن بود که توانست در یک هفته بیش از ۲۰۰٬۰۰۰ نسخه فروش داشته باشد. رکورد قبلی متعلق به Bon Jovi با آلبوم Crush در سال ۲۰۰۰ بود.
در اواخر ۲۰۱۱ گروه در شوهای مختلف kpop در سرتاسر جهان شرکت کردند. کره، آمریکا، استرالیا، هونگ کونگ از جمله آنان بود.
سینگل "winter" در ۳۰ نوامبر در ژاپن منتشر شد. آهنگ "Winter Rose" از این سینگل برای تبلیغات Seven & i Holdings's Winter Gift انتخاب شد. همچنین گروه برای آلبوم Winter SMTown - The Winter Gift 2011، آهنگ "Sleigh Ride" را متشر کردند. در تاریخ ۳۱ دسامبر گروه در "۶۲امین کوهاکو اوتا گاسن" "آهنگ سرت رو پایین نگهدار" را اجرا کردند که اولین حضور آنان در این برنامه بعد از جدا شدن سه عضو بود.

### ۲۰۱۲–۲۰۱۳: موفقیت‌های بیشتر در ژاپن، "بگیر منو"، "زمان" و تورها
TVXQ فعالیت‌های خود را در سال ۲۰۱۲ با تور ژاپنی "نوا" آغاز کردند. بلیط‌ها طی چند دقیقه به‌طور کامل به فروش رسید. تور شامل ۲۶ اجرا در ۹ شهر ژاپن بود و توانست ۵۵۰٬۰۰۰ تماشاچی را به خود جلب کند، این میزان بیش از دو برابر آخرین کنسرت گروه در سال ۲۰۰۹ بود. TVXQ همچنین سومین خواننده خارجی پس از مایکل جکسون و Backstreet Boys بود که توانست سه روز متوالی در توکیو دوم اجرا داشته باشد. همچنین ۵۵۰٬۰۰۰ تماشاچی بیشترین میزان تماشاچی برای یک خواننده کره ای در ژاپن تا آن زمان بود.
با انتشار سی چهارمین آلبوم خود "STILL" در مارس ۲۰۱۲، TVXQ به اولین خواننده خارجی در ژاپن با ۱۰ سینگل در مقام اول تبدیل شد. در ژولای ۲۰۱۲ همچنین TVXQ اولین گروه خارجی در ژاپن شد که بیش از ۳٫۱ میلیون CD فروخته‌است و رکورد ۱۰ سال و ۱۰ ماهه Carpenters را شکست. گروه برنامه ای با نام "The Mission" در همان سال برای اعضای فن کلاب ژاپنی خود برگزار کرد که بیش از ۱۰۰٬۰۰۰ طرفدار را به سالن‌ها کشاند.
فعالیت‌های TVXQ در کره با انتشار آلبوم "Catch Me" در سپتامبر ۲۰۱۲ از سرگرفته شد و به دنبال آن تور جهانی the Live World Tour: Catch Me اعلام شد. آلبوم "بگیر منو" در ۲۴ سپتامبر به صورت آنلاین و در ۲۶ ام در فروشگاه‌ها عرضه شد. این دومین آلبوم یونهو و چانگمین پس از از سر گرفتن فعالیت‌ها و ۵ امین آلبوم TVXQ بود که در مقام اول Gaon در کره جنوبی قرار گرفت و این جایگاه را توانست برای ۳ هفته حفظ کند. در ۲۶ نوامبر آهنگ "Humanoids" رپکیج "Catch Me" منتشر شد که همچنین توانست در جایگاه اول پس از انتشار قرار بگیرد. دو روز بعد از انتشار آلبوم، JYJ و Sm Entertainment پس از سه سال کش مکش به دعوای قضایی خود پایان دادند. طی توافق‌نامه ای دو طرف اظهار کردند که پس از این در فعالیت‌های یکدیگر دخالت نکرده و قرارداد JYJ از ژولای ۲۰۰۹ همراه SM Entertainment به پایان رسیده‌است.
در ۱۹ ژانویه ۲۰۱۳، TVXQ در سایت ژاپنی خود از انتشار ششمین آلبوم ژاپنی خود «زمان» در ۶ مارس خبر داد. این آلبوم تا کنون رکورد سریعترین فروش آنان را با فروش بیش از ۲۷۷٬۰۰۰ نسخه در ماه اول انتشار داراست. آهنگ اصلی آلبوم طی سینگل جداگانه ای به عنوان "Catch Me -If You Wanna" قبلاً منتشر شده بود که با فروش ۱۳۷٬۰۰۰ نسخه در صدر جدول اوریکن قرار گرفته و گروه را به اولین خوانندگان خارجی با ۱۲ سینگل در مقام اول اوریکن قرار داد. در مارس گروه در بازخوانی آلبوم TRF Tribute Album Best به مناسبت ۲۰ امین سالگرد گروه TRF شرکت کرده و آهنگ "survival dAnce ~no no cry more~" را بازخوانی نمودند. TVXQ تنها گروه کره ای شرکت‌کننده در این آلبوم بود.
به دنبال انتشار آلبوم «زمان» تور ژاپنی TVXQ از آوریل ۲۰۱۳ با اجرا در Saitama Super Arena شروع شد و توانست رکوردهای متعددی را در ژاپن جابه‌جا کند. گروه اولین خوانندگان کره ای شدند که توانستند در یک تور در هر ۵ دوم ژاپن اجرا کنند و اولین خوانندگان خارجی بودند که کنسرت مستقل خود را در Nissan Stadium برگزار کردند. تور با جذب ۸۵۰٬۰۰۰ تماشاچی رکورد قبلی آنان را برای بیشترین میزان شرکت‌کننده در یک تور برای یک گروه خارجی را جابه‌جا کرد. درآمد حاصله از تور ۹۰ میلیون دلار آمریکا تخمین زده شد که رکورد تور نوا را نیز شکست.
در تاریخ ۲۶ و ۲۷ دسامبر گروه کنسرت Time Slip در Korea International Exhibition Center را به افتخار ۱۰ امین سالگرد فعالیت گروه را برگزار کرد.

### ۲۰۱۴–۲۰۱۵: تورهای سالگرد ۱۰ سالگی و سربازی
به افتخار سالگرد ۱۰ سالگی TVXQ آلبوم Tense در ۶ ژانویه ۲۰۱۴ منتشر شد و مقام اول در Gaon و Hanteo را با فروش ۷۳٬۱۰۰ نسخه در هفته اول به خود اختصاص داد. در ماه اول ۱۹۴٬۱۹۸ نسخه از آلبوم منتشر شد که آن را به پرفروش‌ترین آلبوم کره در ژانویه ۲۰۱۴ تبدیل کرد. منتقدان موسیقی نگاه مثبتی به آلبوم داشته و آن را به عنوان بهترین آلبوم گروه بعد از جدایی سه عضو دانستند. آهنگ اصلی آلبوم "Something" در مقام چهارم در جدول Gaon قرار گرفت و در BillBoard Korea Top 100 به جایگاه هفتم رسید که بهترین جایگاه TVXQ در هر دو جدول از زمان شکل‌گیری جداول بوده‌است. در ژاپن آهنگ "Something" به همراه "Hide & Seek" در ۵ فوریه ۲۰۱۴ منتشر شد. در همان ماه TVXQ از انتشار رپکیج آلبوم Tense با عنوان "Spellbound" خبر داد. رپکیج در ۲۷ فوریه منتشر شد و در جایگاه دوم Gaon با فروش ۶۱٬۴۰۵ نسخه در دو روز اول قرار گرفت.
آلبوم "Tree" هفتمین آلبوم TVXQ در ژاپن در تاریخ ۵ مارس ۲۰۱۴ منتشر شد و توانست در هفته اول ۲۲۵٬۰۰۰ نسخه فروش داشته باشد و جایگاه نخست اوریکن را به خود اختصاص دهد. با انتشار این آلبوم TVXQ اولین گروه خارجی در ژاپن شد که سه آلبوم متوالی با فروش بیش از ۲۰۰٬۰۰۰ نسخه در هفته اول داشته‌است و رکورد ۱۳ ساله Bon Jovi را بشکند. به دنبال تور «درخت» در ژاپن TVXQ بیش از ۶۰۰٬۰۰۰ تماشاچی را به سالن‌ها کشاند و توانست به اولین خوانندگان خارجی در ژاپن تبدیل شود که بیشترین میزان تماشاچی با فروش ۲ میلیون بلیط، در طی سه سال گذاشته داشته‌است.
در آگوست ۲۰۱۴، TVXQ دومین کنسرت در دوم‌های ۵ گانه ژاپن را اعلام کرد که همراه با دهمین سالگرد فعالیت گروه در ژاپن نیز بود. همراه با تور، آلبوم "With" در ۱۷ دسامبر ۲۰۱۴ منتشر شد که با فروش ۲۳۳٬۰۰۰ نسخه در جایگاه اول اوریکن قرار گرفت. به‌طور همزمان طور جهانی T1St0RY برای گرامیداشت ۱۰ امین سالگرد فعالیت گروه در کره، برگزار شد.
در ۲۶ دسامبر ۲۰۱۴ در ۱۱امین سالگرد فعالیت گروه مجسمه مومی یونهو و چانگمین در Madame Tussauds در شانگهای پرده برداری شد. در پایان 2014 TVXQ در جایگاه ۵ام پرفروش ترین‌های ژاپن قرار گرفت.
با ورود یونهو به سربازی در ۲۱ ژولای ۲۰۱۵ در ارتش، فعالیت گروه برای بار دوم متوقف گردید. در همین زمان آلبوم "Rise as God" منتشر شد که توانست در جایگاه اول پس از انتشار قرار بگیرد. آلبوم هیچ اجرایی به همراه نداشت و چانگمین نیز در ۱۹ نوامبر ۲۰۱۵ سربازی خود را زیر نظر نیروی پلیس آغاز نمود.

### ۲۰۱۷ تاکنون: تور، آلبوم‌های «فصل جدید» و «فردا»
یونهو در تاریخ ۲۰ آوریل ۲۰۱۷ با افتخار سربازی خود را به پایان رساند و در ۱۸ آگوست همان سال چانگمین نیز توانست با موفقیت سربازی خود را به پایان برساند. در ۲۱ آگوست، TVXQ از شروع مجدد فعالیت‌های خود خبر داد. اولین قدم، کنسرت Your Present در سه اجرا بین ۳۰ سپتامبر تا ۱۵ اکتبر ۲۰۱۷ در سئول و ماکائو بود. در ۲۵ اکتبر ۲۰۱۷ آلبوم Fine Collection ~Begin Again~ از مجموعه آهنگ‌های گذشته TVXQ از سال ۲۰۱۱ در ژاپن منتشر شد. به دنبال انتشار آلبوم تور «شروع مجدد» از نوامبر ۲۰۱۷ در Sapporo Dome تا ژانویه ۲۰۱۸ در Nissan Stadium برگزار گردید. TVXQ توانست رکوردهای جدیدی با این تور به جا بگذارد. آن‌ها به اولین خوانندگان در ژاپن تبدیل شدند که توانستند در سه روز متوالی در استادیوم نیسان اجرا کنند و اولین خوانندگان خارجی شدند که بیش از ۱ میلیون تماشاچی طی یک تور را به خود جلب کرده‌اند. سینگل "Reboot" اولین سینگل گروه بعد از بازگشت از سربازی در ژاپن بود که در ۲۰ دسامبر ۲۰۱۷ منتشر شد. این سینگل توانست بیش ۱۲۳٬۰۰۰ نسخه فروش داشته و در جایگاه دوم اوریکن قرار بگیرد.
اولین آلبوم کره ای گروه پس از سربازی با عنوان "فصل جدید #۱: فرصت عشق ورزیدن" در ۲۸ مارس ۲۰۱۸ منتشر شد. به دنبال انتشار آلبوم گروه از آغاز تور "دایره#خوش آمدید" خبر داد که اولین اجرا در ۵و ۶ ام می ۲۰۱۸ در Seoul's Jamsil Supplementary Stadium بود و با اجراهایی در هونگ کونگ و بنکوگ ادامه پیدا کرد.
آلبوم «فصل جدید #۱: فرصت عشق ورزیدن» در جایگاه اول Gaon قرار گرفت. این ۷ امین آلبوم گروه بود که پس از شکل‌گیری جدول در سال ۲۰۱۰ در مقام اول قرار گرفته‌است. آلبوم توانست ماه را با فروش ۱۱۰٬۶۶۶ نسخه در جایگاه چهارم به پایان برساند. TVXQ فعالیت خود را در ژاپن با انتشار چهل و پنجمین سینگل خود «جاده» ادامه داد که در جایگاه دوم اوریکن قرار گرفت. گروه آلبوم «فردا» را در ۱۹ سپتامبر ۲۰۱۸ در ژاپن منتشر کرد که به هفتمین آلبوم گروه در مقام اول اوریکن تبدیل شد و توانست با «بوآ» در رکورد بیشترین آلبوم توسط خواننده خارجی در مقام اول مساوی شود. به همراه انتشار آلبوم تور «فردا» در ژاپن در سپتامبر ۲۰۱۸ شروع شد و تا ژانویه ۲۰۱۹ ادامه پیدا کرد. اجراهای این تور در سال ۲۰۱۸ به همراه اجرای استادیم نیسان از تور «شروع مجدد» TVXQ را به اولین گروه ژاپن از نظر تعداد تماشاچیان کنسرت در سال ۲۰۱۸ تبدیل کرد. با فروش ۱٬۲۸۰٬۰۰۰ بلیط، آنان بالاتر از تمام خوانندگان خارجی و ژاپنی قرار گرفتند.
سینگل "Jealous" در نوامبر ۲۰۱۸ منتشر شد و با فروش بیش از ۹۱٬۰۰۰ نسخه در هفته اول در مقام اول اوریکن قرار گرفت. این ۱۳ امین سینگل گروه بود که توانست جایگاه اول در جدول هفتگی اوریکن را به دست بیاورد و رکورد قبلی گروه برای بیشترین جایگاه اول توسط خواننده خارجی را بشکند. همچنین "Jealous" سی و هشتمین سینگل گروه بود که توانست جز لیست ۱۰ تای اول اوریکن قرار بگیرد. آهنگ دیگر سینگل 大好 好 だ っ た (Daisukidatta) نیز به عنوان تیتراژ فیلم Youkai Time: Friends Forever انتخاب شد.
در سالگرد ۱۵ سالگی گروه در کره آلبوم "فصل جدید #۲: حقیقت عشق ورزیدن" در ۲۶ ام دسامبر ۲۰۱۸ منتشر شد و برنامه ویژه ای جهت طرفداران گروه در همان روز در سئول برگزار گردید.

## دادخواست علیه اس ام
در ۳۱ ژوئیه ۲۰۰۹، سه تن از اعضا-هیرو،میکی و شیا-در خواستی را مبنی بر بررسی صحت قرارداد خود با Sm Entertainment به دادگاه مرکزی منطقه‌ای سئول ارسال کردند. بر اساس این دادخواست، اعضا اعلام داشتند که قرارداد سیزده ساله بیش از حد طولانیست٫برنامه‌ها بدون تأیید یا اجازهٔ اعضا برگزار می‌شوند٫شرایط قرارداد بدون آگاهی و رضایت آن‌ها تمدید یا تغییر می‌یابد و درامدهای گروه به‌طور عادلانه به اعضا داده نمی‌شود. مجازات فسخ قرارداد:دو برابر میزان درآمد برآورد شدهٔ گروه برای اس ام در مدت باقی‌ماندهٔ قرارداد٫به آن‌ها پرداخت خواهد شد. این اخبار برای افت بیش از ۱۰ درصدی سهام اس ام در KOSPI کافی بود.
دادگاه مرکزی سئول حکم را به نفع سه عضو صادر کرد. آن‌ها ادعا داشتند که قرار داد غیر منصفانه است و حق اعضا به صورت کامل به آن‌ها داده نشده‌است.
در جواب٫اس ام طی یک مصاحبهٔ مطبوعاتی بیان کرد که این دادخواست یک کلاه‌برداری بزرگ است، و این دادخواست در مورد غیر منصفانه بودن و علیه حقوق بشری بودن قرار داد درست نیست و یک کلاه‌برداری با انگیزه است که بخاطر حرص و طمع سه عضو در زمینهٔ تجارت لوازم آرایشی طراحی شده. سه عضو در جواب اعلام کردند که امیدوارند Sm Entertainment به تصمیم دادگاه احترام بگذارد. در پاسخ به دادخواست، ۱۲٬۰۰۰ طرفدار تی وی ایکس کیو درخواستی را علیه قراردادهای طولانی مدت اس ام امضا کرده و آن را به دادگاه مرکزی سئول ارسال کردند. Cassiopeia -فن کلاب طرفداران تی وی ایکس کیو-نیز درخواستی را مبنی بر لغو کنسرت SM Town بیان داشت، در ابتدا SM و گروه اعلام کردند که کنسرت براساس برنامهٔ تعیین شده اجرا خواهد شد؛ کنسرت یک هفته قبل از برنامهٔ تنظیم شده کنسل شد.

## اعضای گروه
| اعضای فعلی (-۲۰۰۳)          |             |          |                        |
| عنوان هنری                  | نام اصلی    | نام اصلی | زادروز                 |
| عنوان هنری                  | فارسی       | هانگول   | زادروز                 |
| U-Know (یونو)               | جونگ یون‌هو  | 정윤호   | ۶ فوریهٔ ۱۹۸۶ ‏(۳۹ سال)  |
| Max 최강창민 (مکس، چوی‌کانگ) | شیم چانگ‌مین | 심창민   | ۱۸ فوریهٔ ۱۹۸۸ ‏(۳۷ سال) |

| اعضای پیشین (۲۰۰۹–۲۰۰۳)        | اعضای پیشین (۲۰۰۹–۲۰۰۳) | اعضای پیشین (۲۰۰۹–۲۰۰۳) | اعضای پیشین (۲۰۰۹–۲۰۰۳) | اعضای پیشین (۲۰۰۹–۲۰۰۳) |
| عنوان هنری                     | نام اصلی                | نام اصلی                | زادروز                  |                         |
| عنوان هنری                     | فارسی                   | هانگول                  | زادروز                  |                         |
| ------------------------------ | ----------------------- | ----------------------- | ----------------------- | ----------------------- |
| Hero 영웅재중 (هیرو، یونگ‌وونگ) | کیم جه‌جونگ              | 김재중                  | ۲۶ ژانویهٔ ۱۹۸۶ ‏(۳۹ سال) |                         |
| Micky (میکی)                   | پارک یوچان              | 박유천                  | ۴ ژوئن ۱۹۸۶ ‏(۳۸ سال)    |                         |
| Xiah 시아준수 (شیا)            | کیم جون‌سو               | 김준수                  | ۱۵ دسامبر ۱۹۸۶ ‏(۳۸ سال) |                         |

## آلبوم‌شناسی
| آلبوم‌های کره‌ای - مثلث (۲۰۰۴) - طلوع خورشید (۲۰۰۵) - "اُ"-جونگ. بان. هاپ. (۲۰۰۶) - میروتیک (۲۰۰۸) - سرت رو پایین نگه دار (۲۰۱۱) - بگیر منو (۲۰۱۲) - تنش (۲۰۱۴) - به عنوان خدا برخیز (۲۰۱۵) - فصل جدید #۱: فرصت عشق ورزیدن (۲۰۱۸) - فصل جدید #۲: حقیقت عشق ورزیدن (۲۰۱۸) آلبوم‌های کوتاه کره‌ای - آغوش (۲۰۰۴) - همانطوری‌که هستی (۲۰۰۴) - هدیهٔ کریسمس دونگ بانگ شین کی (۲۰۰۴) - تابستان ۲۰۰۵ (۲۰۰۴) | آلبوم‌های ژاپنی - روح، ذهن و قلب (۲۰۰۶) - پنج سیاه‌پوش (۲۰۰۷) - تی (۲۰۰۸) - کد مخفی (۲۰۰۹) - نوا (۲۰۱۱) - زمان (۲۰۱۳) - درخت (۲۰۱۴) - همراه (۲۰۱۴) - فردا (۲۰۱۸) آلبوم‌های گردآوری شدهٔ ژاپنی - بهترین انتخاب ۲۰۱۰ (۲۰۱۰) - ما دوتا (۲۰۱۶) - شروع مجدد (۲۰۱۷) |

## کلوپ هواداران
کلوپ رسمی هواداران TVXQ با نام Cassiopeia در کره جنوبی و Bigeast در ژاپن شناخته می‌شود. رنگ رسمی گروه قرمز می‌باشد. شبکه‌های خبری کره در سال ۲۰۰۸ ادعا کردند که کلوپ کره ای گروه، Cassiopeia، با بیش از ۸۰۰٬۰۰۰ عضو در کتاب رکوردهای گینس ثبت شده‌است، هر چند گینس بعداً ادعا کرد، «در حال حاضر ما تیتری به عنوان بزرگترین کلوپ هواداران داریم ولی هیچ رکوردی هنوز در این شاخه ثبت نشده‌است.» همچنین در سال ۲۰۰۹ ادعا شد که گروه در شاخه افراد مشهور با بیشترین میزان عکس گرفته شده در گینس ثبت شده‌اند، که رکوردهای گینس این ادعا را نیز تکذیب کرد.
هنگامی که ججونگ، یوچان و جونسو علیه SM Entertainment شکایت کردند ۱۲۰٬۰۰۰ عضو کاشیوپیا بیانه ای به دادگاه مرکزی سئول در سال ۲۰۱۰ علیه SM و قرارداد طولانی مدت آن‌ها ارائه دادند. کاشیوپیا همچنین از SM Entertainment جهت کنسل شدن SMTown Live Concert ادعای خسارت نمودند. SM Entertainment و TVXQ هر دو در ابتدا بیان کرده بودند کنسرت برگزار خواهد شد.

## جوایز و افتخارات
TVXQ با رکوردهای متنوع خود در ژاپن معروف است. در سال ۲۰۰۸ با انتشار ۱۶امین سینگل خود "خط بنفش"، TVXQ به اولین گروه پسرانه خارجی و دومین خواننده کره ای پس از بوآ در ژاپن تبدیل شد که توانست جایگاه اول در جدول هفتگی اوریکن را به دست آورد. ۲۳ امین سینگل آن‌ها "?Dōshite Kimi o Suki ni Natte Shimattandarō" سومین سینگل TVXQ بود که در مقام اول اوریکن قرار گرفت و اولین خوانندگان خارجی دز ژاپن شدند که توانستند این مقام را کسب کنند. ۲۹امین سینگل آن‌ها "Break Out" که در ۲۰۱۰ منتشر شد سریعترین فروش را بین خواندگان خارجی در ژاپن داشته که رکورد Elton John را شکست داد. آلبوم "منتخب بهترین‌ها ۲۰۱۰" اولین آلبوم گروه بود که در جایگاه اول جدول هفتگی اوریکن قرار گرفته و اولین آلبوم توسط خواننده خارجی شد که بیش از ۴۰۰٬۰۰۰ نسخه در هفته اول فروش داشته‌است و رکورد ۱۴ ساله Bon Javi را شکست.
با انتشار ۳۱امین سینگل TVXQ «سرت رو پایین نگهدار» در سال ۲۰۱۱ اولین سینگل توسط TVXQ بعد از جدا شدن سه تن از اعضا بود که رکورد گروه برای بیشترین سینگل در مقام اول را بهبود بخشید. ۴۲امین سینگل گروه «زمان معجزه می‌کند» در سال ۲۰۱۴ میزان فروش CD گروه را به ۴٫۰۹ میلیون رساند و آنان را پرفروش‌ترین خوانندگان خارجی در ژاپن تبدیل کرد. TVXQ تا کنون ۳۸ سینگل در ۱۰ تای برتر هفته و ۱۳ سینگل در جایگاه اول هفته داشته و رکورددار هر دو مورد برای خوانندگان خارجی در ژاپن می‌باشد. آلبوم With نیز توانست چهارمین آلبوم پیاپی گروه باشد که بیش از ۲۰۰٬۰۰۰ نسخه در هفته اول فروش داشته‌است. همچنین آلبوم Tomorrow هفتمین آلبوم آنان بود که به صورت متوالی در جایگاه اول قرار گرفت و رکورد این جایگاه برای خواننده خارجی را با «بوآ» مساوی کرد.
TVXQ اولین گروه آیدل کره ای بودند که به «کوهاکو اوتا گاسن» دعوت شدند. آن‌ها سه بار از ۲۰۰۸ تا ۲۰۱۱ در این فستیوال شرکت کرده‌اند. آن‌ها اولین گروه کره ای بودند که توانستند کنسرت مستقل خود را در دوم توکیو برگزار کنند (The Secret Code 2009)، اولین گروهی که در ۵ دوم ژاپن در یک تور اجرا داشته‌اند (Time 2013) و اولین خوانندگان خارجی که در استادیم نیسان اجرا کرده‌اند (Time 2013). کنسرت Begin Again آن‌ها در سال ۲۰۱۷ بیشترین میزان فروش بلیط برای یک تور با بیش از ۱ میلیون تماشاچی را داشته‌است.